# Melleray (Sarthe)
Melleray é uma comuna francesa na região administrativa do País do Loire, no departamento de Sarthe. Estende-se por uma área de 25.70 km². Em 2010 a comuna tinha 438 habitantes (densidade: 17 hab./km²).